# (21387) Wafakhalil
(21387) Wafakhalil (1998 FW16) – planetoida z grupy pasa głównego asteroid okrążająca Słońce w ciągu 3,65 lat w średniej odległości 2,37 j.a. Odkryta 20 marca 1998 roku.